# Benedicta Lager
Benedicta Lager, ursprungligen Bengta Nilsson, gift Carlsson och Petersson, född den 14 maj 1842 i Östraby församling, död 1912 i Chicago, var en svensk läkare och missionär. Hon var den tredje svenska kvinnan som genomgick en läkarutbildning av modernt snitt.

## Biografi
Benedicta Lager var det äldsta av totalt 13 syskon, varav 10 nådde vuxen ålder. Fadern var uppväxt på fattighus men hade med åren avancerat till hemmansägare. Benedicta Lager gick i folkskola, först i Hörby och sedan i Veinge i Halland efter att familjen flyttat dit. 
Vid 24 års ålder skrev hon in sig vid Ersta diakonissanstalt i Stockholm, som var Sveriges första diakoniutbildning med sjukvårdskunskaper och som inrättades 1851. Utbildningen omfattade ett och ett halvt år. Förutom undervisning i sjukvård och hygien gavs också lektioner i matlagning och bibelkunskap. Benedicta Lager utexaminerades 1869 och arbetade därefter på anstaltens sjukhus. Senare blev hon föreståndare på sinnessjukhuset Konradsbergs hospital på Kungsholmen. Hon hade också uppdrag utanför Stockholm, till exempel organiserandet av ett Magdalenahem i Jönköping med syfte att omhänderta prostituerade kvinnor.
År 1875 begärde Benedicta Lager utträde ur diakonin för att bli missionär i nuvarande Eritrea. Hon sändes ut på missionsuppdrag av Evangeliska Fosterlands-Stiftelsen till Östra Afrika samma år. Missionen bestod främst av skolverksamhet men efter hennes ankomst blev även sjukvård en viktig väg för att vinna förtroende hos befolkningen. Hon arbetade på sjukmottagningar, först i närheten av nuvarande Asmara och sedan i Aylet, ute i öknen norr om Massawa. I förteckningar över behandlade sjukdomar återfinns sjukdomar som spetälska och binnikemask. Kort efter sin ankomst gifte hon sig med missionären Per-Erik Lager men äktenskapet fick ett dramatiskt slut. Under en resa 1876 hamnade paret mitt i en strid och Per-Erik Lager blev mördad av etiopiska soldater samtidigt som Benedicta Lager blev tillfångatagen men sedan frisläppt. Kort därefter bad hon missionen om tillåtelse att få återvända till Sverige. Hemma i Sverige födde hon en dotter som dog i meningit vid knappt ett års ålder.
Benedicta Lager arbetade på barnhem, som lärare och som föreståndare på en badanstalt vid Ronneby brunn 1878–1879. År 1880 emigrerade hon till USA. I samband med det ändrade hon också sitt förnamn från Bengta till Benedicta. Fem år senare tog hon en medicinsk examen vid The Hahnemann Medical College i Chicago. Ytterligare några år därefter blev hon medicine doktor vid The College of Homeopathic Medicine and Surgery vid University of Minnesota. Efter doktorsexamen bedrev hon en egen allmänmedicinsk praktik under resten av sitt liv. 
Hon gifte om sig vid två tillfällen. Första gången med en musiklärare från Gryteryd, andra gången med en möbelhandlare från Norrköping. Benedicta Lager dog 70 år gammal i Chicago 1912.